# Пяденица сосновая
Сосновая пяденица (Bupalus piniaria) — бабочка из семейства пядениц.

## Описание
Самец чёрный, с желтоватой или беловатой серединой каждого крыла, самка рыжая с чёрными крапинами; снизу крылья рыжие у обоих полов. Форма передних крыльев удлинённо-треугольная, с округлёнными углами; в размахе около 3 см; в покое крылья приподнимаются косвенно вверх. Сяжки самца гребенчатые. Летает (днем) в сосновых лесах в мае-июне; зеленоватые яички кладутся на хвою сосны (редко — других хвойных деревьев); гусеницы с июля до конца сентября объедают хвою сосны, принося этим иногда огромный вред лесам. Взрослая гусеница бывает в длину до 3 см, зелёная с 5 беловатыми продольными линиями. Окукление происходит в октябре-ноябре на земле (под лесной подстилкой); куколка бурая, зимует. Как меры против этого вредного лесного насекомого рекомендуются: сгребание осенью лесной подстилки в кучи, внутри которых куколки умирают; выгон в лес свиней, которые отрывают и едят куколок.

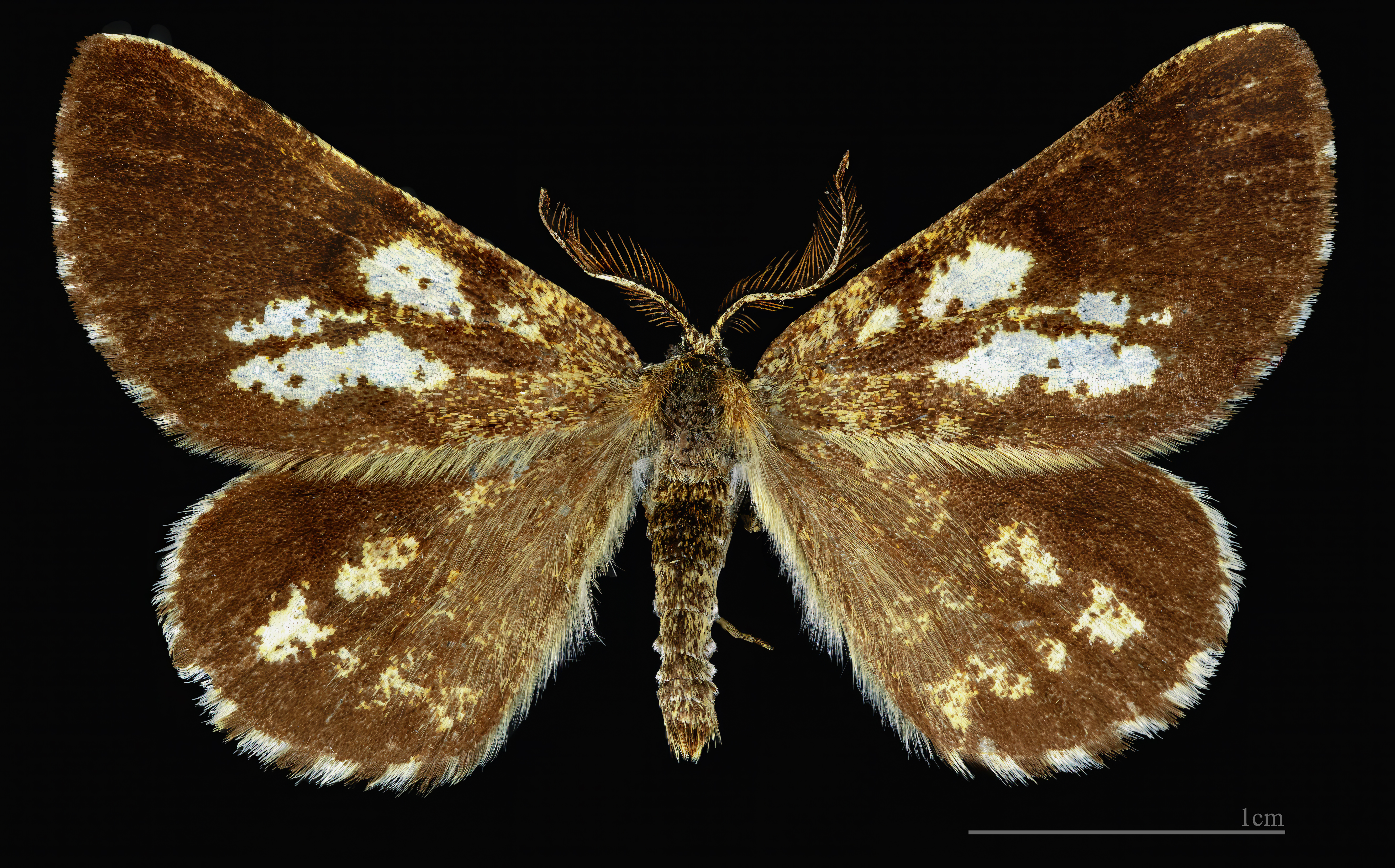
Bupalus piniaria ♂
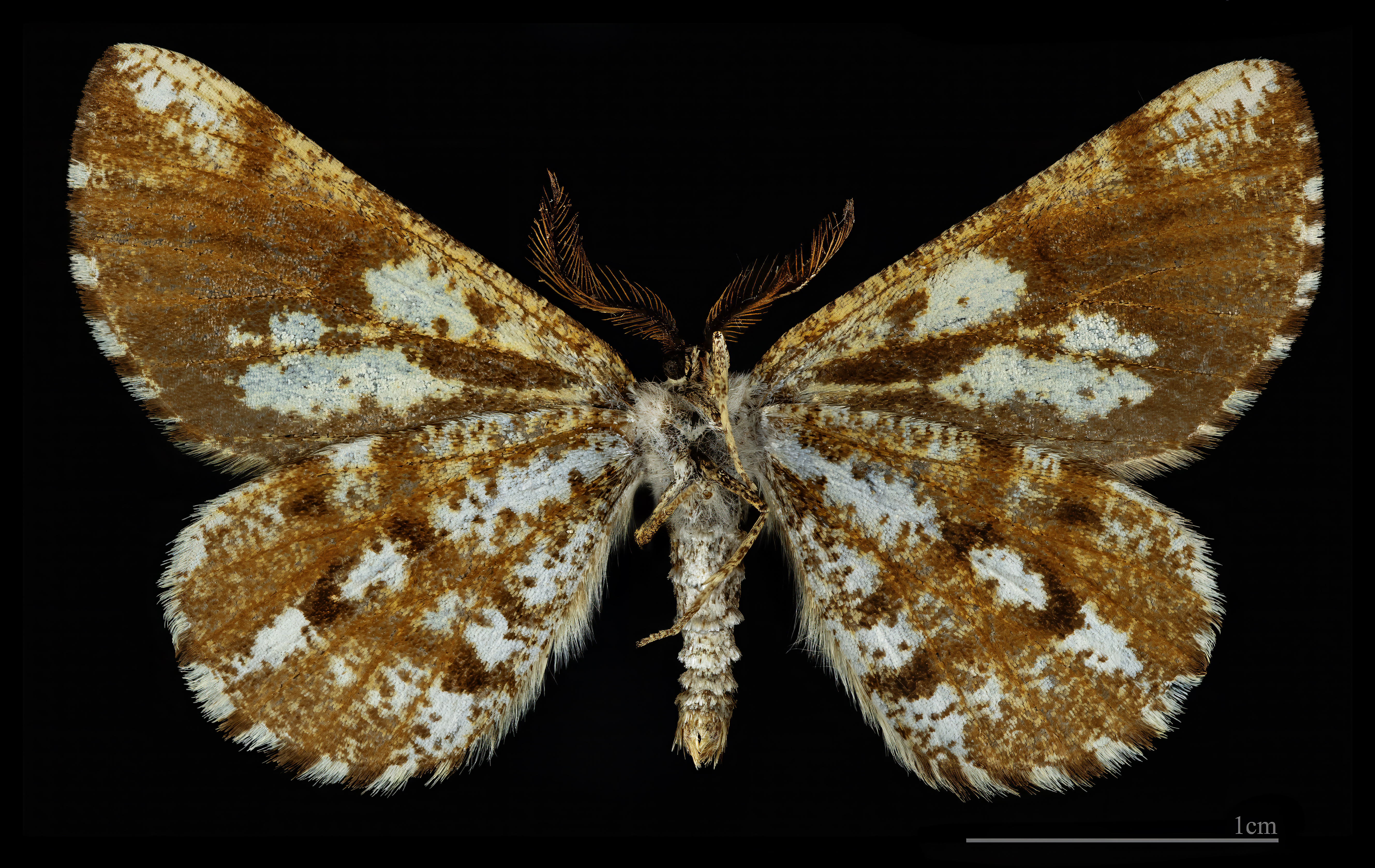
♂ △
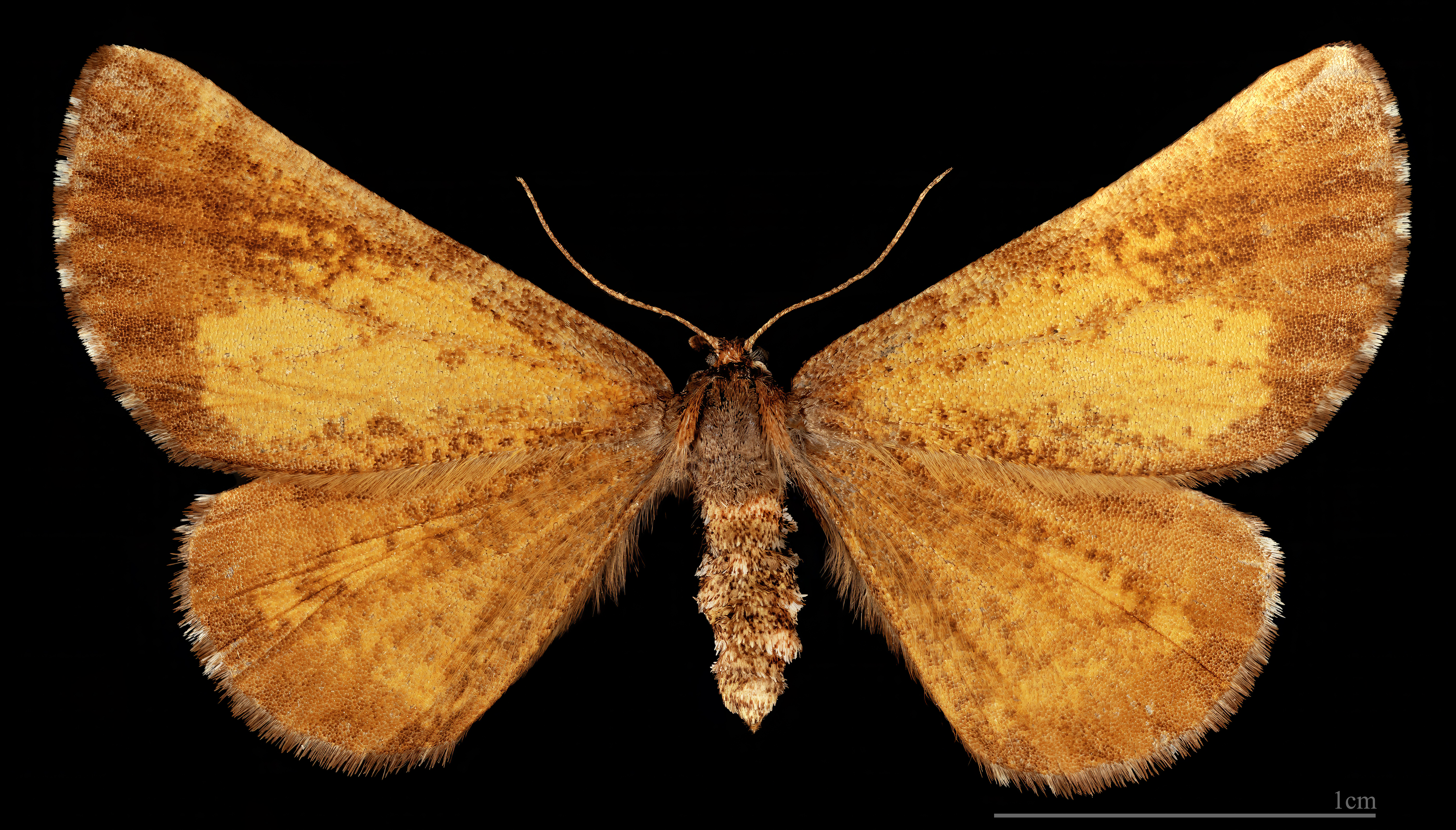
Bupalus piniaria♀
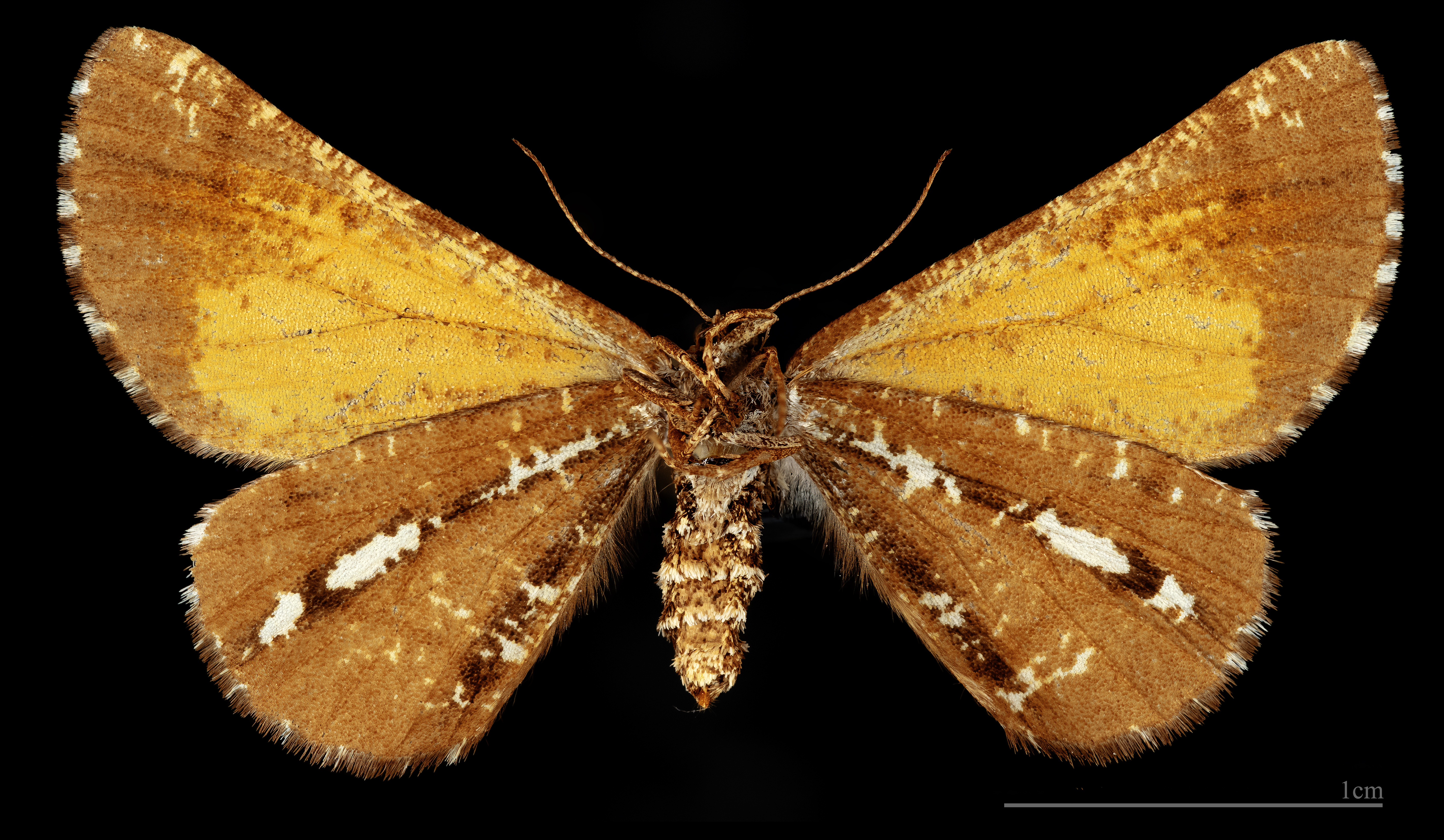
♀ △